# Граф Монте-Кристо
«Граф Мо́нте-Кри́сто» (фр. Le Comte de Monte-Cristo) — приключенческий роман Александра Дюма, написанный им в 1844—1846 годах в соавторстве с Огюстом Маке. На его основе позже были написаны пьесы «Монте-Кристо», «Граф де Морсер» и «Вильфор». Роман получил ряд продолжений, написанных другими авторами в различных жанрах. «Граф Монте-Кристо» считается одним из двух главных романов Дюма (наряду с «Тремя мушкетёрами») и классикой приключенческого романа. Одно из наиболее экранизируемых произведений мировой литературы.

## История создания
Роман был задуман Дюма в начале 1840-х годов. Имя своему герою писатель придумал во время путешествия по Средиземному морю, когда он увидел остров Монтекристо и услышал легенду о зарытых там несметных сокровищах. Действие романа происходит в 1815—1829 и 1838 годах.
Первое издание печаталось отдельными выпусками в журнале «Journal des Debats» с 28 августа 1844 года по 15 января 1846 года. Ещё до окончания журнальной публикации вышло первое книжное издание: Paris, Petion, 8vo., 18 у., 1844—1845.
По своему успеху роман «Граф Монте-Кристо» превзошёл все предыдущие произведения писателя. Это был на тот момент один из крупнейших успехов какого-либо романа во Франции. По роману ставили спектакли в театрах. Заработки позволили Александру Дюма кроме дома построить ещё и загородную виллу. Шикарный дворец он назвал «Замок Монте-Кристо» и сам начал вести расточительную жизнь, достойную своего героя.

## Сюжет

### Заключение в тюрьме
Главный герой романа — марсельский моряк Эдмон Дантес с корабля «Фараон». Во время одного из рейсов он заходил на остров Эльба, где встречался с маршалом Бертраном, который поручает ему доставить письмо в Париж. Этим Эдмон выполняет последнюю волю скончавшегося незадолго до этого капитана «Фараона».
По прибытии в Марсель хозяин корабля Моррель хочет назначить Дантеса капитаном, а сам Эдмон собирается жениться на Мерседес, жительнице соседней рыбацкой деревни Каталаны.
Однако на Мерседес желает жениться также и её кузен Фернан, а бухгалтер с «Фараона» Данглар завидует Дантесу, которого хотят сделать капитаном корабля «Фараон». Они оба и сосед Дантеса — портной Кадрусс — встречаются в таверне, где у Данглара созревает план донести на Эдмона, что тот бонапартистский агент. Он пишет левой рукой анонимное письмо королевскому прокурору (о том, что он бонапартистский агент), но Кадрусс против клеветы. Данглар заявляет опьяневшему Кадруссу, что это шутка, но, зная, что Фернан влюблён в Мерседес, не уничтожает, а выбрасывает донос в угол. Фернан, доведённый до отчаяния словами Данглара, решает устранить противника и доставляет письмо на почту.
Дантеса арестовывают во время его обручения с Мерседес. Кадрусс видит и понимает всё, но он молчит, потому что боится быть замешанным в политическом деле. Дантеса доставляют к помощнику королевского прокурора Вильфору, который старается быть честным в ведении дела. Убедившись в невиновности Дантеса, он уже собирается отпустить арестованного, но тут узнаёт, что человек, которому Дантес должен был доставить письмо — его отец, бонапартист Нуартье. Вильфор понимает, что этот факт, стань он известен, может погубить его карьеру — и решает пожертвовать в этой ситуации Эдмоном. Он сжигает письмо, а Дантеса без суда и следствия отправляет в заключение в замок Иф. Сам же Вильфор спешит в Париж и предупреждает Людовика XVIII о готовящемся перевороте.
Эдмон Дантес через несколько лет пребывания в тюрьме решает покончить с собой и начинает выбрасывать пищу в окно. Но спустя несколько дней, будучи почти при смерти, он вдруг слышит странные постукивания вблизи его камеры. Дантес начинает рыть встречный подкоп и знакомится с аббатом Фариа — итальянским учёным-священнослужителем, которого считают сумасшедшим, потому что он постоянно говорит о существовании многомиллионного клада, местонахождение которого известно лишь ему одному. Личность аббата Фариа производит огромное впечатление на Дантеса. Этот человек, уже очень пожилой, полон любви к жизни и надежды. Он постоянно трудится, даже находясь в заключении, пишет научные труды, изготавливает инструменты, неустанно готовит побег. Выслушав историю молодого человека, Фариа восстанавливает ход событий и раскрывает Дантесу причину и виновников его заключения. Тогда Дантес даёт страшную клятву отомстить своим врагам. Он просит аббата стать его учителем в науках и наставником в жизни.
Основные персонажи 1815 года

### Побег из тюрьмы
Эдмон Дантес и аббат Фариа вместе готовятся к побегу. Оба находят утешение в ежедневном общении, и аббат обучает Эдмона наукам и иностранным языкам. Но, когда всё уже готово, у Фариа случается припадок, в результате которого правую часть его тела поражает паралич. Дантес отказывается бежать в одиночку и остаётся с аббатом. Кроме того, Фариа открывает ему тайну клада, зарытого на острове Монте-Кристо. Эту тайну Фариа открыл, служа библиотекарем у потомка кардинала Спада, который спрятал своё богатство от алчности папы Александра VI и его сына Цезаря Борджиа.
После очередного припадка аббат умирает. Надзиратели зашивают покойника в мешок, собираясь похоронить вечером. Дантеса, который пришёл проститься с усопшим другом, озаряет идея — он переносит тело аббата в свою камеру, а сам занимает его место (распоров, а затем зашив мешок при помощи инструментов, сделанных аббатом). Как покойника его выбрасывают в море. Он с трудом выбирается из мешка и доплывает до соседнего острова. Утром его подбирают местные контрабандисты. Дантес подружился с новыми товарищами, а капитан оценил его как умелого моряка. Оказавшись на свободе, Дантес узнаёт, что пробыл в тюрьме целых 14 лет.
Остров Монте-Кристо необитаем, и контрабандисты используют его как перевалочный пункт. Дантес, притворившись больным, остаётся на острове, где он находит клад в пещере, вход в которую был замаскирован грудой камней.

### Возвращение
Дантес, став богатым, не забыл тех, кто делал ему добро. Товарищам-контрабандистам он сказал, что получил наследство, и щедро всех наградил.
Затем Эдмон начинает собственное расследование с целью узнать, что случилось после его ареста и исчезновения с его отцом, невестой, друзьями и врагами. Под видом священника, исполняющего последнюю волю «покойного» Дантеса, якобы завещавшего алмаз своим друзьям — Кадруссу, Фернану, Данглару и Мерседес — он посещает Кадрусса, который разорился в своём ремесле портного и теперь держит трактир в неходовом месте, прозябая в бедности. Обуреваемый алчностью Кадрусс отбрасывает осторожность и рассказывает Эдмону всю правду о его аресте и обо всём, что произошло после этого: об отчаянии Мерседес и отца Дантеса, который в конце концов умер от голода, благородстве судовладельца Морреля, который пытался бороться за освобождение Дантеса и поддерживал его отца. Кроме того, Кадрусс рассказал, что Мерседес стала женой Фернана, а бывший хозяин корабля Дантеса господин Моррель почти разорён, в то время как Данглар и Фернан теперь богаты, вращаются в высшем парижском свете (Фернан стал генералом, графом де Морсер, пэром Франции, а Данглар — банкиром-миллионером, получившим титул барона) и, по всей видимости, счастливы. На вопрос о Вильфоре он отвечает неопределённо, так как не был знаком с ним лично, только смог сообщить, что Вильфора в Марселе больше нет. После этого Эдмон Дантес отдаёт весь алмаз Кадруссу, а затем возвращается в Марсель, где узнаёт, что его бывший работодатель и друг арматор Моррель на грани разорения, а все его надежды — на возвращение с грузом «Фараона», того самого корабля, на котором плавал когда-то Дантес. Но приходит известие о гибели «Фараона» в шторме (хотя команда и капитан чудом спаслись). Дантес узнаёт про это, когда под видом агента банкирского дома-кредитора Морреля приходит к самому арматору. От имени своего банкирского дома Дантес даёт Моррелю последнюю отсрочку. Но отсрочка подходит к концу, и Моррель не может расплатиться. Чтобы избежать позора, он хочет покончить с собой, но в последний момент ему приносят погашенные векселя, а в порт входит новый «Фараон». Моррель и его семья спасены. Дантес наблюдает за ними издали. Он закрыл счета благодарности и теперь готов к мести своим врагам.
Персонажи 1829 года

### Месть
Проходит девять лет. Эдмона Дантеса сменяет таинственный и эксцентричный граф Монте-Кристо. Это не единственный образ, созданный Эдмоном — некоторым он известен под именами лорда Уилмора, аббата Бузони и других. А итальянские разбойники и контрабандисты, которых он сумел объединить и подчинить своей власти, как и многие моряки и путешественники, знают его под именем «Синдбада-Морехода». За прошедшие годы он успел побывать во всех уголках мира и значительно пополнить своё образование; кроме того, он научился мастерски манипулировать людьми. Он владеет быстроходным судном, а в пещерах острова Монте-Кристо у него скрыт подземный дворец, где он с удовольствием принимает путешественников.
Под видом графа Монте-Кристо Дантес входит во французское высшее общество, которое он интригует и восхищает своим богатством и необычным образом жизни; у него есть немой слуга-нубиец Али («…моя собака, мой раб. Если он нарушит свой долг, я его не прогоню, я его убью»), а его делами заведует бывший корсиканский контрабандист Джованни Бертуччо, у которого свои счёты с Вильфором, ставшим уже королевским прокурором Парижа. Кроме того, граф содержит невольницу Гайде (к которой сначала относится как к дочери) — дочь предательски убитого Фернаном паши Али-Тебелина.
Теперь он постепенно начинает осуществлять свой план мести. Считая, что смерть его врагов будет недостаточной платой за его страдания, а также рассматривая себя в качестве инструмента божественной справедливости, орудия Провидения, он исподволь наносит удары своим жертвам; в итоге опозоренный Фернан, от которого ушли жена и сын, совершает самоубийство, Кадрусс погибает из-за собственной жадности, Вильфор теряет всю свою семью и сходит с ума, а Данглар разоряется и вынужден бежать из Франции. В Италии его берут в плен разбойники, подчиняющиеся Монте-Кристо; они отнимают у него последние остатки когда-то огромного состояния. В итоге Кадрусс и Фернан мертвы, Вильфор безумен, а жизнь нищего Данглара на волоске.
Но граф уже устал от мести — в последние дни он понял, что, мстя тем, кого считает преступниками, он причинил непоправимый вред многим невиновным, и сознание этого легло тяжким бременем на его совесть. А потому он отпускает Данглара на свободу и даже разрешает ему сохранить пятьдесят тысяч франков.
В конце романа граф уплывает вместе с Гайде на корабле, оставив остров Монте-Кристо с его подземными чертогами и огромными богатствами в дар сыну Морреля Максимилиану и его возлюбленной — Валентине де Вильфор, дочери прокурора.
Персонажи 1838 года

## Текстология

### Персонажи
Роман содержит большое количество персонажей, главные из которых описаны ниже.
- Эдмон Дантес (граф Монте-Кристо) — главный герой, моряк, несправедливо заключённый в тюрьму. Также использовал имена и личины аббат Бузони, лорд Уилмор, мальтиец Дзакконе, Синдбад-Мореход.
- Аббат Фариа — товарищ Эдмона Дантеса по заключению, учёный монах, открывший ему тайну клада на острове Монте-Кристо.
- Де Морсеры:
  - Фернан Мондего — кузен Мерседес, желающий на ней жениться, рыбак. Позже становится генерал-лейтенантом и пэром Франции, получает титул граф де Морсер.
  - Мерседес Эррера — невеста Эдмона Дантеса, позже ставшая женой Фернана.
  - Альбер де Морсер — сын Фернана и Мерседес.
- Данглары:
  - Данглар — бухгалтер на «Фараоне», подал идею о доносе на Дантеса, позже становится бароном и состоятельным банкиром.
  - Эрмина де Сервьер (Данглар) — жена Данглара, в прошлом вдова маркиза де Наргон и любовница королевского прокурора де Вильфора, увлекающаяся биржевой игрой. Мать Бенедетто.
  - Люсьен Дебрэ — секретарь министерства иностранных дел Франции, нынешний любовник и партнёр по биржевой игре баронессы Данглар.
  - Эжени Данглар — дочь супругов Данглар, мечтающая стать артисткой.
  - Луиза д’Армильи — учительница музыки и подруга Эжени Данглар.
- Вильфоры:
  - Жерар де Вильфор — помощник прокурора Марселя, после стал королевским прокурором Парижа. Биологический отец Бенедетто.
  - Рене де Сен-Меран — первая жена Вильфора, мать Валентины, дочь маркиза и маркизы де Сен-Меран.
  - Элоиза де Вильфор — вторая жена королевского прокурора, готовая на всё ради своего сына Эдуара.
  - Нуартье де Вильфор — отец королевского прокурора, бывший якобинец и сенатор Наполеона, председатель бонапартистского клуба, позже разбит параличом. «Несмотря на это, он мыслит, он желает, он действует».
  - Барруа — слуга Нуартье де Вильфора.
  - Валентина де Вильфор — старшая дочь Вильфора от первого брака, богатая наследница, фактически сиделка при своём дедушке, возлюбленная Максимилиана Морреля.
  - Эдуар де Вильфор (в старых переводах — Эдуард) — малолетний сын королевского прокурора от второго брака, избалованный и жестокий ребёнок.
  - Доктор д’Авриньи — семейный врач Вильфоров, первый заподозривший страшную тайну этого семейства.
  - Дешан — нотариус семьи Вильфор.
- Гаспар Кадрусс — сосед Дантеса, вначале портной, а позже трактирщик. Некоторое время был контрабандистом, позже стал соучастником убийства, беглец с каторги.
  - Мадлена Радель (Карконта) — жена Кадрусса.
- Моррели:
  - Пьер Моррель — марсельский торговец, владелец судна «Фараон», благодетель Дантеса.
  - Максимилиан Моррель — сын Пьера Морреля, капитан спаги, протеже графа Монте-Кристо.
  - Жюли Моррель (Эрбо́) — дочь Пьера Морреля.
  - Эмманюэль Эрбо́ — муж Жюли.
  - Пенелон — старый боцман «Фараона», помогает Дантесу, когда тот спасает Пьера Морреля от банкротства и позора. После службы на море становится садовником у Жюли и Эмманюэля Эрбо.
  - Коклес — казначей Пьера Морреля, оставшийся ему верным до конца. Потом стал привратником у Жюли и Эмманюэля Эрбо.
- Бенедетто — беглец с каторги, незаконнорождённый сын королевского прокурора и баронессы Данглар. Был известен в парижском обществе как виконт Андреа Кавальканти.
- Джованни Бертуччо — управляющий делами графа Монте-Кристо, удалившийся от дел корсиканский контрабандист, приёмный отец Бенедетто.
- Гайде — невольница графа, дочь преданного Фернаном янинского паши Али-Тебелина.
- Батисте́н — камердинер графа Монте-Кристо.
- Али — раб, слуга графа Монте-Кристо, немой нубиец (с отрезанным языком).
- Франц д’Эпине — жених, навязываемый Валентине де Вильфор, сын генерала Флавиена де Кенеля (барона д’Эпине), убитого на дуэли Нуартье де Вильфором.
- Бошан — редактор газеты «Беспристрастный голос».
- Рауль де Шато-Рено — французский аристократ, барон.
- Луиджи Вампа — молодой пастух, ставший главарём банды разбойников в окрестностях Рима. Обязан графу Монте-Кристо жизнью и свободой, взамен поклялся никогда не трогать ни самого графа, ни его друзей.
- Пеппино — разбойник из шайки Луиджи Вампа, спасённый графом Монте-Кристо от гильотины и позже похитивший Данглара, когда тот сбежал в Италию.
- Джакопо — матрос-корсиканец с тартаны контрабандистов «Юной Амелии», спасший Дантеса, когда тот тонул после побега из замка-тюрьмы Иф. Впоследствии — капитан яхты графа.

### Прототип героя
Одним из прототипов героя романа — Эдмона Дантеса — стал сапожник из Нима по имени Франсуа Пико, который был помолвлен с состоятельной женщиной. В 1807 году, по доносу троих своих завистливых «друзей» (Лупьян, Солари и Шобар), ложно обвинивших его в шпионаже в пользу Англии, Пико был арестован и брошен в крепость Фенестрелле, где провёл около 7 лет. Четвёртый его приятель, Антуан Аллю, не участвуя в заговоре, но зная о нём, малодушно смолчал об этой подлости. Невеста Франсуа, после двух лет бесплодного ожидания, была вынуждена вступить в брак с Лупьяном.
Пико в течение первых двух лет даже не знал, за что именно он посажен. В тюрьме Пико прорыл небольшой подземный ход в соседнюю камеру, где содержался богатый итальянский священник отец Тори. Они подружились, и Пико ухаживал за больным священником, который через год, перед смертью, поведал ему тайну о скрытом в Милане сокровище. После падения императорской власти в 1814 году Франсуа Пико вышел на свободу, овладел завещанными ему сокровищами и под другим именем объявился в Париже, где посвятил 10 лет возмездию за подлость и предательство.
Первым был убит Шобар, но Лупьяну, своему самому ненавистному врагу, негодяю, укравшему у него не только свободу, но и любовь, Франсуа преподнёс самую жестокую месть: он хитростью завлёк дочь Лупьяна в брак с преступником, а потом предал его суду и позору, которого она перенести не смогла и умерла от потрясения. Потом Пико организовал поджог ресторана, принадлежавшего Лупьяну, и вверг его в нищету. Сын Лупьяна был вовлечён (или ложно обвинён) в краже драгоценностей, и мальчик был посажен в тюрьму, а затем Франсуа зарезал самого Лупьяна. Последним он отравил Солари, но, не зная об осведомлённости Антуана Аллю, был похищен и убит им.
Антуан Аллю после убийства Пико сбежал в Англию, где перед смертью в 1828 году исповедался. Признание умирающего Антуана Аллю формирует основную часть записей французской полиции по этому делу.
Александр Дюма заинтересовался этой историей и трансформировал её в приключения Эдмона Дантеса — графа Монте-Кристо. Роман Дюма, однако, лишён мрачного уголовного колорита, его благородный герой вначале ощущает себя орудием высшего возмездия, но в конце романа, отрезвлённый гибелью невинных, отказывается от мести в пользу милосердия.

### Небрежности сюжета
Как и большинство произведений Дюма, текст романа содержит немало небрежностей, несогласованных мест и исторических неточностей.
Вильфор в главе «Помощник королевского прокурора» упоминает статую Наполеона на Вандомской колонне, хотя эта статуя ещё в 1814 году была снесена. В беседе с аббатом Фариа Дантес говорит о спичках, хотя их изобрели только в 1830-е годы, причём в состав зажигательной смеси входила не только упомянутая в романе сера. Популярный роман «Лорд Рутвен, или Вампиры» приписан Байрону, однако уже в 1820-е годы имя настоящего автора (Шарль Нодье, по мотивам новеллы Джона Полидори) было общеизвестно. Дон Карлос бежал во Францию не в 1838, а в 1839 году, когда Монте-Кристо уже завершил свою миссию.
Немало небрежностей связано с Альбером. В разных местах романа он то понимает греческий, то не понимает ни слова; он утверждал, что видел казнь Кастена после окончания коллежа, но эта казнь состоялась в 1823 году, когда Альбер был ещё ребёнком лет 5—6.

## Русские переводы
Работа над первыми русскими переводами «Графа Монте-Кристо» началась в 1845 году, ещё до того, как роман был завершён. Один из этих переводов увидел свет в журнале «Библиотека для чтения» (тт. 72, 73, 74, 75) и является анонимным; он получил одобрительный отзыв В. Г. Белинского: «Перевод этот несколько сокращён, но в отношении к языку хорош». Другой перевод, анонсированный в печати как полный, был выполнен известным историком, писателем и журналистом В. М. Строевым и впоследствии лёг в основу большинства русскоязычных изданий романа (первая публикация: СПб., 1845—1846, ч. 1—12).
В 1929 году издательство «Academia» опубликовало перевод «Графа Монте-Кристо», отредактированный М. Л. Лозинским. В 1931 году этот перевод был переиздан; одновременно вышла в свет новая редакция перевода Строева, выполненная Л. И. Олавской, которая перевела часть текста заново. Труд Олавской получил противоречивые оценки: в одних источниках он характеризуется как «один из лучших переводов романа», в других — как «очень слабый», изобилующий «грубыми смысловыми ошибками» и «страшными смысловыми ляпами».
В 1946 году перевод Строева и Олавской был опубликован в редакции Норы Галь и Веры Топер; в последующие десятилетия (по настоянию Галь и Топер, недовольных качеством своей работы) этот вариант печатался либо как «перевод Л. И. Олавской и В. М. Строева», либо без указания фамилий переводчиков. В 1991 году Нора Галь заново переработала перевод романа для 15-томного собрания сочинений Дюма, выпускавшегося издательством «Правда», однако и в этот раз не добилась удовлетворительных результатов и настояла, чтобы в выходных данных этого издания был указан особый псевдоним — «Г. Нетова».

## Продолжения романа
Александр Дюма не писал продолжений этого романа, однако известны многие продолжения, некоторые из которых якобы найдены в архиве писателя после его смерти (или приписываются Дюма-сыну). Но судя по стилю письма и описанию событий, ни отец, ни сын Дюма не могли написать подобные произведения.

### Роман «Последний платёж»
Одной из мистификаций стал роман «Последний платёж», сочинённый как продолжение «Графа Монте-Кристо». Его герой Эдмон Дантес после посещения Москвы становится преследователем-мстителем убийцы великого русского поэта А. С. Пушкина Жоржа-Шарля Дантеса, которого считает своим родственником. Роман был напечатан впервые в России в 1990 году.
В Москву весной 1838 года приезжает Эдмон Дантес с Гайде, которая уже стала его женой и родила ему сына и дочь. В одном из ресторанов один из студентов, узнав фамилию графа, даёт ему пощёчину. Вскоре граф Монте-Кристо узнаёт, что его перепутали с Жоржем Дантесом. Графу не понравилось, что его фамилия впутана в скандал, и он решает отомстить убийце Пушкина.
Роман «Последний платёж» — очень поздняя мистификация, созданная в СССР. Остроумная по замыслу и эффектному сюжетному ходу, она никак не может принадлежать перу Александра Дюма-отца, поскольку написана в совершенно иной стилистической манере и изобилует явными анахронизмами. Доказательства приведены в статье Александра Обризана и Андрея Кроткова «Весёлые призраки литературы». Скорее всего, мотив этой литературной мистификации основан на случайном совпадении двух событий: убийца Пушкина Жорж-Шарль Дантес и писатель Александр Дюма-сын скончались почти одновременно — в ноябре 1895 года. Связи между этими событиями нет никакой, но они вполне могли послужить толчком к замыслу мнимого продолжения «Графа Монте-Кристо».

### Роман «Властелин мира»
Роман немецкого писателя Адольфа Мютцельбурга. В этой книге читатель вновь встретится с героями романа «Граф Монте-Кристо» и узнает о дальнейшей их судьбе, познакомится с новыми персонажами, побывает вместе с ними на просторах американского Запада, в Африке и разных странах Европы.

### Фильм «Сын Монте-Кристо» (1940 год, США)
В 1865 году генерал Гурко Лейнен при помощи войск Наполеона III и поддержке русского правительства желает установить тоталитарный режим на подведомственной ему территории (вымышленное государство Великое Герцогство Лихтенберг, «жемчужина Балкан», стилизованное под более-менее известную американскому зрителю габсбургскую Венгрию, хотя религией, судя по всему, является православие — генерала и герцогиню венчает православный архиерей), жениться на герцогине Зоне и таким образом стать королём. Для получения займа он обращается к банкиру — сыну графа Монте-Кристо Эдмону. Однако младший Монте-Кристо отказался увеличивать свои богатства таким способом. Банкир, наоборот, поднимает народ на борьбу с диктатором.

## Похожие сюжеты других авторов
Жюль Верн написал книгу «Матиас Шандор» (1885). По его признанию, это — «ответ роману А. Дюма». Но, в отличие от Эдмона Дантеса, герой Верна граф Матиас Шандор является уже не обыкновенным наивным простаком, подставленным «друзьями» из зависти и ревности, а дворянином и венгерским революционером, стремящимся к свержению австрийской власти в Венгрии.
Альфред Бестер в научно-фантастическом романе «Тигр! Тигр!» (англ. The Stars My Destination), написанном в 1956 году, частично применил мотивы романа Дюма. Обычный космический чернорабочий оставлен в разрушенном судне, где клянётся отомстить тем, кто покинул его. Он спасается, но после заключён в тюрьму, убегает, после становится богатым и начинает мстить.
Роман «Теннисные мячики небес», написанный в 2000 году Стивеном Фраем, использует мотивы романа «Граф Монте-Кристо».

## Экранизации
По роману снято множество фильмов.
- Граф Монте-Кристо[итал.] — 1908, США, режиссёры Френсис Боггс[англ.], Томас Персонс, в главной роли — Хобарт Босворт[англ.]
- Граф Монте-Кристо[итал.] — 1908, Италия, режиссёры Луиджи Маджи и Артуро Амброзио, в ролях Умберто Моццато, Артуро Амброзио, Лидия де Робертис, Мирра Принчипи.
- Узник замка ИФ (Неудавшийся побег) / Le Prisonnier du Château d’If (Une évasion manquée) — 1908, Франция, режиссёр Викторен Жассе, в главных ролях Шарль Кросс[фр.] Андре Льябель[фр.].
- Граф Монте-Кристо / The Count of Monte Cristo — 1910, США
- Монте-Кристо / Monte Cristo — 1911, США
- Монте-Кристо[фр.] — 1912, США, режиссёр Колин Кэмпбелл, в главной роли Хобарт Босворт[англ.]
- Граф Монте-Кристо / Il conte di Montecristo — 1912, Италия, режиссёр Джузеппе де Лигоро[итал.].
- Граф Монте-Кристо[англ.] — 1913, США, режиссёры Джозеф Голден[англ.], Эдвин Портер, в главных ролях Джеймс О’Нилл[фр.] — Эдмон Дантес, Нэнс О’Нил — Мерседес
- Граф Монте-Кристо / Le Comte de Monte-Cristo,1913 Франция, режиссёр Мишель Карре
- Современный Монте-Кристо / Monte Cristo Up-to-Date, 1914, Франция.
- Мёртвая рука графа Монте-Кристо / Die Totenhand des Grafen von Monte Cristo, 1915, Германия, режиссёр Ганс Отто Лёвенштайн[нем.].
- Современный Монте-Кристо[англ.] — 1917, США, режиссёр Юджин Мур
- Граф Монте-Кристо[фр.] — 1918, Франция, режиссёр Анри Поуктал[фр.] (15 эпизодов), в главной роли Леон Мато[фр.]
- Мадемуазель Монте-Кристо / Mademoiselle Monte Cristo, 1918, Италия, режиссёр Камилло де Рисо[нем.]
- Граф Монте-Кристо / Der Graf von Monte Cristo, 1921 Германия, Австрия
- Монте-Кристо — 1922, США, режиссёр Эмметт Дж. Флинн[англ.], в главной роли Джон Гилберт
- Быстро шагающий[англ.] (Современный Монте-Кристо) / Stepping Fast (A Modern Monte Cristo), 1923, США, режиссёр Джозеф Франц[англ.].
- Рассказ о Монте-Кристо / Account of Monte Cristo, 1925, США, режиссёр Эдвард Людвиг.
- Монте-Кристо[фр.] / Monte Cristo — 1929, Франция, режиссёр Генри Фескур, в главной роли Жан Анжело, также Лиль Даговер, Гастон Модо, Бернхард Гёцке
- Графиня Монте-Кристо / Die Gräfin von Monte-Christo, 1932, Германия, режиссёр Карл Хартль, в главной роли Бригитта Хельм
- Граф Монте-Кристо — 1934, США, режиссёр Роулэнд В. Ли в главной роли Роберт Донат, также Элисса Ланди, Сидни Блэкмер
- Графиня Монте-Кристо[англ.] / The Countess of Monte Cristo, 1934, США, режиссёр Карл Фройнд, в главной роли Фэй Рэй
- Сын Монте-Кристо / The Son of Monte Cristo, 1940 'США, режиссёр Роулэнд Ли
- Алмазный рубеж[англ.] / Diamond Frontier (Современный Монте-Кристо), 1940, США, режиссёр Харольд Шустер[исп.]
- Граф Монте-Кристо — 1942, Мексика, режиссёры Роберто Гавальдон, Чано Уруэта[исп.], в главной роли Артуро де КордоваАртуро де Кордова[исп.]
- Граф Монте-Кристо[фр.] / Le Comte de Monte-Cristo — 1943, Франция, Италия, режиссёры Ферруччо Серио[фр.], Робер Верне, в главной роли |Пьер Ришар-Вильм]].
- Жена Монте-Кристо — 1946, США, режиссёр Эдгар Дж. Ульмер Фильм снят по мотивам книги.
- Возвращение Монте-Кристо[англ.] / The Return of Monte Cristo, 1946 США, режиссёр Генри Левин, в роли Эдмона Дантеса — Луис Хейуорд
- Тайна Монте-Кристо[англ.] / Le Secret de Monte-Cristo, 1948, Франция, режиссёр Альбер Валентен[фр.], в главной роли Пьер Брассёр
- Графиня Монте-Кристо[англ.] / The Countess of Monte Cristo, 1948, США, режиссёры Фред де Кордова, Эндрю Л. Стоун, в главной роли Соня Хени
- Сокровище Монте-Кристо[англ.], 1949, США, режиссёр Уильям Берк[англ.], в главной роли Глейн Ланган
- Граф Монте-Кристо (Амир эль-Интекам), / Amir el-Inteqam, 1950, Египет, режиссёр Генри Баракат[англ.]
- Маска мстителя[англ.] / Mask of the Avenger, 1951, США, режиссёр Фил Карлсон, в главной роли ]Джон Дерек (по мотивам романа)
- Меч Монте-Кристо[англ.] / The Sword of Monte Cristo, 1951, США, режиссёр Морис Герати
- Мария Монте-Кристо[исп.] / María Montecristo, 1951, Мексика, режиссёр Луис Сесар Амадори[исп.]
- Граф Монте-Кристо (ТВ), 1952, Великобритания, эпизод телесериала Чем это закончится / How Does It End?
- Граф Монте-Кристо — 1954, Италия—Франция, режиссёр Робер Верне, в главной роли — Жан Маре.
- Граф Монте-Кристо[исп.] / El conde de Montecristo (película de 1953), 1953, Мексика — Аргентина режиссёр Леон Климовский[исп.], в главной роли Хорхе Мистраль[исп.]
- Граф Монте-Кристо — 1961, Италия—Франция, режиссёр Клод Отан-Лара, в главной роли — Луи Журдан
- Возвращение Монте-Кристо — 1968, Франция, режиссёр Андре Юнебель. Фильм снят по мотивам романа, события разворачиваются в XX веке сразу после Второй мировой войны. В главной роли Поль Барж.
- Граф Монте-Кристо — 1973, Австралия, (мультфильм), режиссёры Джозеф Барбера, Уильям Ханна.
- Граф Монте-Кристо — 1975, телефильм, Великобритания—Италия, режиссёр Дэвид Грин, в главной роли — Ричард Чемберлен.
- Граф Монте-Кристо — 1979, Франция—Италия—Германия (телесериал), режиссёр Дени де Ла Пательер, в главной роли — Жак Вебер.
- Узник замка Иф — 1988, СССР—Франция, режиссёр Георгий Юнгвальд-Хилькевич, в главной роли Виктор Авилов.
- Граф Монте-Кристо — 1998, сериал, Германия-Франция-Италия, Режиссёр Жозе Дайан, в главной роли Жерар Депардьё.
- Граф Монте-Кристо — 2002, США-Великобритания-Ирландия, режиссёр Кевин Рейнольдс, в главной роли — Джеймс Кэвизел.
- «Ганкуцуо» — «Граф Монте-Кристо» (Правитель пещеры), 2005—2006 — аниме-фильм, Япония, используются мотивы романа, действие перенесено в далёкое будущее.
- «Монтекристо» — 2006, Аргентина, телесериал.
- «Монтекристо» — 2008, Россия, телесериал.
- «Монтекристо» — 2023, Испания, мини-сериал. Действие перенесено в современную Испанию, в главной роли Уильям Леви.
- Граф Монте-Кристо — 2024, Франция , Италия, 8 серий , режиссёр  Билле Аугуст.

Ряд фильмов использует общую сюжетную схему романа Дюма, однако персонажи в них носят другие имена:
- В 1977 году телевидение Гонконга экранизировало сюжет романа в сериале «Большая вендетта[кит.]», только действие происходит в Южном Китае, а остров Монтекристо назван островом «Хвост Белого Дракона», события, описанные А. Дюма во Франции, происходят в Шанхае.
- Фаворский (телесериал) — 2005, Россия. В главной роли Илья Шакунов. Сюжет романа перенесён в современность — СССР/Россия/Прибалтика/Армения периода 1982—1999.
- «Граф Крестовский» (2005). В главной роли Александр Балуев. Действие перенесено в СССР 1980-х годов.
- «Граф Монтенегро» (2006). Хотя название фильма однозначно указывает на связь с романом Дюма, в сюжете этого фильма сделан упор на поиск сокровища. Действие происходит в наши дни.
- «Эзель[англ.]» (2009—2011). Турецкий телесериал, который был снят по мотивам произведения, но с изменениями в именах героев, времени и месте действия.
- «Aнцаноты/Незнакомец» (2012—2013). Армянский телесериал, который был снят по мотивам романа, но с изменениями в именах героев, времени и месте действия[11]. В главных ролях — Саргис Григорян, София Погосян, Ваагн Галстян, Гнел Саргсян, Зара Минасян.
- «Прощайте, мистер Блэк» (2016). Корейский телесериал по мотивам одноимённой манхвы 1983 года автора Хван Ми На; история графа Монте-Кристо разыгрывается в Южной Корее в наши дни.

## Театральные постановки
- Мюзикл «Граф Монте-Кристо»[12] — 2003 (премьера состоялась 21 декабря), театр мюзикла «Седьмое утро», автор либретто — Татьяна Зырянова, композитор — Александр Тюменцев.
- Мюзикл «Le comte de Monte-Cristo»[13] — 2005 (премьера состоялась 27 октября), театр мюзикла «Седьмое утро», автор либретто — Татьяна Зырянова, эквиритмический перевод на французский язык — Инна Назарова-Салита, композитор — Александр Тюменцев.
- Мюзикл «Монте-Кристо»[14] — 2008 (премьера состоялась 1 октября), театр «Московская оперетта», автор либретто — Юлий Ким, композитор — Роман Игнатьев.
- Мюзикл «Граф Монте-Кристо» (The Count of Monte Cristo)[15] — 2009 (премьера состоялась 14 марта), композитор — Фрэнк Уайлдхорн (Frank Wildhorn).
- Музыкальная драма «Я — Эдмон Дантес»[16] — 2012 (премьера состоялась 13 октября 2012), автор либретто — Николай Денисов, композитор — Лора Квинт, режиссёр — Егор Дружинин.
- Рок-опера «Граф Монте-Кристо» — 2022 (премьера состоялась 29 и 30 апреля 2022), театр имени М. Горького, автор либретто — Игорь Скрипко, композитор — Тимур Калиновский, автор идеи и режиссёр-постановщик — Сергей Ковальчик.

## В музыке
31 марта 2006 года германская рок-металл-группа Vanden Plas выпустила альбом «Christ 0», используя осовремененную версию истории графа Монте-Кристо.

## В оценках деятелей культуры и искусства
- Брюсов В. Я.: «Любить природу можно, это я понял. Но понимаю и то, что можно любить бульварные романы <…>; я сам их люблю и ещё года два назад плакал (совсем плакал), перечитывая „Монте-Кристо“» (из дневника за 1898 год)[17].